# Greg
Michel Regnier (Elsene, 5 mei 1931 – Neuilly-sur-Seine, 29 oktober 1999), beter bekend onder zijn pseudoniem Greg, was een als Belg geboren Frans striptekenaar, die zowel stripverhalen tekende als scenario's schreef voor andere tekenaars. Hij staat vooral bekend als de tekenaar van Olivier Blunder.

## Eerste jaren
Greg groeide op in Herstal en maakte op zijn zestiende zijn debuut in de stripwereld in het tijdschrift Héroïc-Albums met 'Les Aventures de Nestor et Boniface' in de Belgische krant Vers l'Avenir. In 1953 begon hij onder het pseudoniem Michel Denys de serie Le Chat over een soort superheld in het kostuum van een kat. Hij zou tot 1956 aan Le Chat werken, waarin hij al opviel door zijn uitstekende scenario's. Zijn aanvankelijk nog wat amateuristische stijl werd bijgespijkerd onder invloed van zijn collega en vriend Franquin. De laatste haalde hem binnen bij het tijdschrift Spirou (in Vlaanderen en Nederland bekend als Robbedoes). Binnen een jaar had hij dan ook zijn eigen tijdschrift, getiteld Paddy. In 1956 kreeg Greg het drukker toen hij Hubinon opvolgde in de serie Fifi en René Goscinny en Albert Uderzo bij Luc Junior.

## Striptekenaar en scenarist
In dezelfde tijd werkt Greg ook aan eigen series als Randy Riffle, Bison et Ouistiti, Fleurette en Bronco et Pepito. Naast zijn tekenwerk gaat hij ook scenario’s schrijven voor bijvoorbeeld Tiger Joe van Gérard Forton, Modeste et Pompom van Franquin en diverse series voor Tibet. In 1958 neemt hij voor een aantal avonturen van Robbedoes en Kwabbernoot de teksten voor zijn rekening. Een van de hoogtepunten is QRN voor Bretzelburg. Omdat hij aan veel reeksen tegelijk werkte, gebruikte hij ook andere pseudoniemen (zoals Louis Albert).

## Hoofdredacteur
In 1965 werd Greg hoofdredacteur van het tijdschrift Tintin (Kuifje). Hij zou deze functie tot en met 1974 vervullen. Onder leiding van Greg als hoofdredacteur van het weekblad Kuifje (1966-1975) verschenen van zijn hand stuk voor stuk klassiek geworden jeugdseries als: Bernard Prince (met Hermann en Dany), Comanche (met Hermann), Roze Bottel (met Dany), Bruno Brazil (met Vance) en Luc Orient (met Eddy Paape). Onder Greg werden ook auteurs binnengehaald die van grote invloed zijn geweest op de vernieuwing van het Europese beeldverhaal, onder anderen Pratt en Auclair.

## Geboorte van Olivier Blunder
Ondanks zijn andere werkzaamheden als het schrijven van scenario's en het hoofdredacteurschap, bleef Greg tekenen. In 1960 creëerde hij de bokser Rock Derby, een reeks die liep tot 1963. Van 1962 tot 1966 tekende hij een strip over de journalisten Babiole et Zou. In 1963 bedacht Greg zijn eigen stripreeks, Olivier Blunder ('Achille Talon' in het Frans) Als gevolg van een drukfout dreigde er een lege pagina in het blad te verschijnen. Aangezien geen van de andere tekenaars van de Dargaud groep beschikbaar was, vulde Greg het gat op. Aanvankelijk wilde hij de figuur Monsieur Poche van Alain Saint-Ogan nieuw leven inblazen, maar hoofdredacteur René Goscinny vond dat personage te gedateerd. Greg paste daarop de kostuums en achtergronden aan, en binnen vijftien minuten was het personage Olivier Blunder geboren. Goscinny schreef voor de gelegenheid een voorwoord waarin hij de nieuwe stripheld omschreef als een "warhoofd vol goede wil, en voorzien van een encyclopedische kennis ... waarin een aanzienlijk aantal pagina's ontbreekt. Olivier Blunder bekommert zich daar niet om; zelfverzekerd aarzelt hij niet om zich in de moeilijkste situaties te storten, met een opmerkelijke ondoeltreffendheid."
Tot 1975 beperkten Blunders avonturen zich tot korte gags van hooguit één pagina. Daarna verschenen er ook verhalen ter lengte van een heel stripalbum, waarin Blunder zich ontpopt als strijder tegen allerlei soorten kwaad en onrecht. Daarmee nam Greg de gelegenheid te baat de draak te steken met zaken als intolerantie en fascisme in Koning van Mallotië, milieuverontreiniging in Het BZZ-Monopolie, en racisme en militarisme in Het Zand der Zotheid.

## Films en ander werk
Hoewel er steeds meer tijd ging zitten in Olivier Blunder, bedacht hij ook het scenario voor de animatiefilm Kuifje en het Haaienmeer (1972) en was hij tevens scenarist van de eerdere stripverfilmingen van Kuifje bij Belvision (de tv-reeks Hergé's avonturen van Kuifje en de langspeelfilm De zonnetempel). In 1975 werd hij artistiek directeur van uitgeverij Dargaud en startte hij het tijdschrift Achille Tallon Magazine, waarvoor hij weer verschillende stripreeksen bedacht, zoals 'Frère Boudin', 'Jo Nuage' en 'Papa Talon'. In 1978 vertrok hij naar de VS, waar hij werkte als vertegenwoordiger van Dargaud voor het opzetten van een aantal televisieprojecten. Weer terug in Frankrijk in 1985 schreef hij weer aan verschillende scenario's, zoals 'Marsupilami', 'Colby' en 'Johnny Congo'. Zijn oeuvre is met meer dan 250 albums zeer groot te noemen. Greg beheerste alle facetten van het vak. Het leverde hem de nodige prijzen en onderscheidingen op.

### Losse albums
- Alice in Wonderland i.s.m. tekenaars Dany, Bob de Groot, Dupa & Turk; Uitgeverij Helmond; 1973
- Het eiland Arroyoka i.s.m. tekenaar Claude Auclair; Le Lombard; 1975
- Go west i.s.m. tekenaar Derib; Le Lombard; 1979
- Broeder Bollijn en het heilige botje i.s.m. tekenaar Claude Marin; Oberon; 1980
- Flor en Toosje; Le Lombard; 1985
- Doppy et Badino: Grande corrida; Bois-Joly; 2011
- Les As: Pas...sages en douane! ; Le Taupinambour; 2012

### Reeksen
Chick Bill i.s.m. tekenaar Tibet; Le Lombard; 1965 - 1968
- De honderd dubbelgangers (1965)
- De rivalen (1965)

- De Patratomak beeft (1966)
- De miljoenen van Kid Ordinn (1966)
- Territorium 22 ((1967)

- 36 sterren (1967)
- Roze Stormwind (1968)

Kees en Klaas; Le Lombard; 1965 - 1970
- De spookdief (1965)
- SOS "Sheila" (1966)

- Prototype OO (1967)

- Het raadsel van de vliegende steen (1968)
- De schatkist van de prinses (1970)

Dientje i.s.m. tekenaar Paul Cuvelier; Bédéscope; 1966 - 1985
- Het geheim van de boekanier (1966)
- De duivelskloof (1968)

- Misdaad in het circus (1973)

- De haaien van Korador (1982)
- La maison du mystère (1985)

Bernard Prince i.s.m. tekenaar Hermann; Le Lombard; 1969 - 2010
- Generaal Satan (1969)
- Storm over Coronado (1969)
- De hel van Suong-Bay (1970)
- Avontuur in Manhattan (1971)
- Brand in de oase (1972)

- De wet van de orkaan (1973)
- Verschroeide aarde (1974)
- De groene vlam van de Conquistador (1974)
- Guerrilla voor een spook (1975)
- De hete adem van Moloch (1976)

- De nevelburcht (1977)
- Doel: Cormoran (1978)
- De narren-haven (1978)
- Gisteren en vandaag (1980)

Bruno Brazil i.s.m. tekenaar William Vance; Le Lombard; 1969 - 1995
- De haai die tweemaal stierf (1969)
- Cammando Kaaiman (1970)
- Ogen zonder gelaat (1971)
- De versteende stad (1972)

- De nacht der jakhalzen (1973)
- Dodendans in Sacramento (1974)
- Kaaimannen in het rijstveld (1975)
- Storm op de Aleoeten (1976)

- Quitte of dubbel voor Alak 6 (1977)
- Dossier Bruno Brazil (1977)
- Het einde...!?? (1995)

Luc Orient i.s.m. tekenaar Eddy Paape; Le Lombard; 1969 - 1994
- Het dal van de drie zonnen (1969)
- De bevroren zombies (1970)
- De meester van Terango (1971)
- De planeet van de angst (1972)
- Het woud van staal (1973)
- Het geheim van de 7 stralen (1974)

- De krater van tovenarijen (1974)
- Het legioen der verdoemde engelen ((1975)
- 24 uur voor de planeet aarde (1975)
- Het 6e continent (1976)
- De vallei van de verstoorde wateren (1976)
- De kristalpoort (1977)

- Het aanbeeld van de bliksem (1978)
- De planeet der razernij (1981)
- Roebak, laatste hoop (1984)
- Caragal (1985)
- De sporen van doctor X (1990)
- Afspraak om 20 uur in de hel... (1994)

Comanche i.s.m. tekenaars Hermann en Michel Rouge; Uitgeverij Helmond / Dargaud; 1973 - 2002
- Red Dust (1972)
- Wanhoop en dood op de prairie (1973)
- De wolven van Wyoming (1974)
- De hemel is rood boven Laramie (1975)
- Nacht over de woestijn (1976)

- De opstand (1976)
- Duivelsvinger (1977)
- De sheriffs (1980)
- En de duivel brulde van vreugde... (1981)
- Het lijk van Algernon Brown (1983)

- De roofdieren (1990)
- De driezijdige dollar (1992)
- De kermis der wraak (1995)
- De ruiter van Dead River (1997)
- Red Dust Express (2002)

Domino i.s.m. tekenaar André Chéret (later overgenomen door Jean Van Hamme); Le Lombard; 1974 - 1979
- Domino (1979)

- Sonatine voor een markiezin en vier dieven (1974)

Cobalt i.s.m. tekenaar Walter Fährer; Le Lombard; 1976 - 1981
- De Lange Zwerftocht (1976)

- L'assassiné récalcitrant (1981)

Colby i.s.m. tekenaar Michel Blanc-Dumont; Dargaud; 1991 - 1997
- Hoogte min dertig (1991)

- De zon sterft twee keer (1993)

- Bommen voor Mexico (1997)

Johnny Congo i.s.m. tekenaar Eddy Paape; Lefrancq; 1992 - 1993
- De rode rivier (1992)

- De pijl van de duisternis (1993)

- Kuifje
- Lucky Luke
- Marsupilami
- Nuage & McCloud
- Olivier Blunder
- De Panters
- Parodies
- Plezier met Sjors
- De Ravottersclub
- Rob Robuust
- Robbedoes en Kwabbernoot
- Rock Derby
- Roze Bottel
- Seleção das melhores histórias de Faroeste
- Sneppeke
- Tante Zenobie
- Tiger Joe
- Tommy Banco
- Ton en Tinneke
- Verduro en Miracolli
- Zilveren vlam

- Bibsys: 90167156
- Biblioteca Nacional de España: XX1164331
- Bibliothèque nationale de France: cb119058159 (data)
- Catàleg d'autoritats de noms i títols de Catalunya: 981058521973406706
- CiNii: DA10458264
- Gemeinsame Normdatei: 115133976
- International Standard Name Identifier: 0000 0001 2025 070X
- Library of Congress Control Number: n88623507
- Nationale Bibliotheek van Tsjechië: xx0003406
- Nationale bibliotheek van Australië: 57437335
- Nationale en Universitaire bibliotheek Zagreb: 000218909
- Nederlandse Thesaurus van Auteursnamen: 068859279
- Réseau des bibliothèques de Suisse occidentale: 02-A000074271
- RKD-Nederlands Instituut voor Kunstgeschiedenis: 33607
- Istituto Centrale per il Catalogo Unico: LIGV001984
- SNAC: w6rz2n4q
- Système universitaire de documentation: 02690201X
- Virtual International Authority File: 46761965
- WorldCat: E39PBJbCTbxKBTqh9FfrfVFBT3